# Bowmore
Bowmore (skotsk gælisk: Bogh Mòr, 'Big Bend') er en lille by på øen Islay i Argyll and Bute, Skotland. Det tjener som administrativ hovedstad for øen, selvom Port Ellen er den største by.
Bowmore er en planlagt landsby med brede lige gader i et net-mønster. Den har sin oprindelse i en tidligere bebyggelse, Kilarrow, der indtil omkring 1770 lå hvor Islay House nær Bridgend ligger i dag.
I byen ligger whiskydestilleriet af samme navn grundlagt i 1779, der producerer skotsk singlemalt whisky, der er Islays ældste destilleri.